# Distretto di Yeallequelleh
Il distretto di Yeallequelleh è un distretto della Liberia facente parte della contea di Bong.